# Massacre de la place Rabia-El-Adaouïa
Le massacre de la place Rabia-El-Adaouïa a lieu du 14 au 16 août 2013, après le coup d'État du 3 juillet 2013 en Égypte. Les forces de sécurité égyptiennes ont attaqué les deux camps de manifestants, l'un sur la place al-Nahda et le plus grand sur la place Rabia-El-Adaouïa. Ces dispersions ont eu lieu après que le gouvernement Hazem el-Beblawi eut demandé à plusieurs reprises aux manifestants de se disperser après une occupation de six semaines.
Human Rights Watch déclarera par la suite que ce massacre « est le plus important de l'histoire moderne de l'Égypte », avant de le considérer comme un possible crime contre l'humanité un an plus tard.
Selon le ministère de la Santé égyptien, 638 personnes ont été tuées le 14 août (dont 595 civils et 43 policiers) et 3 994 blessés. Selon les Frères musulmans et l'Alliance anti-coup d'État, il y aurait eu 2 600 morts,.

## Contexte

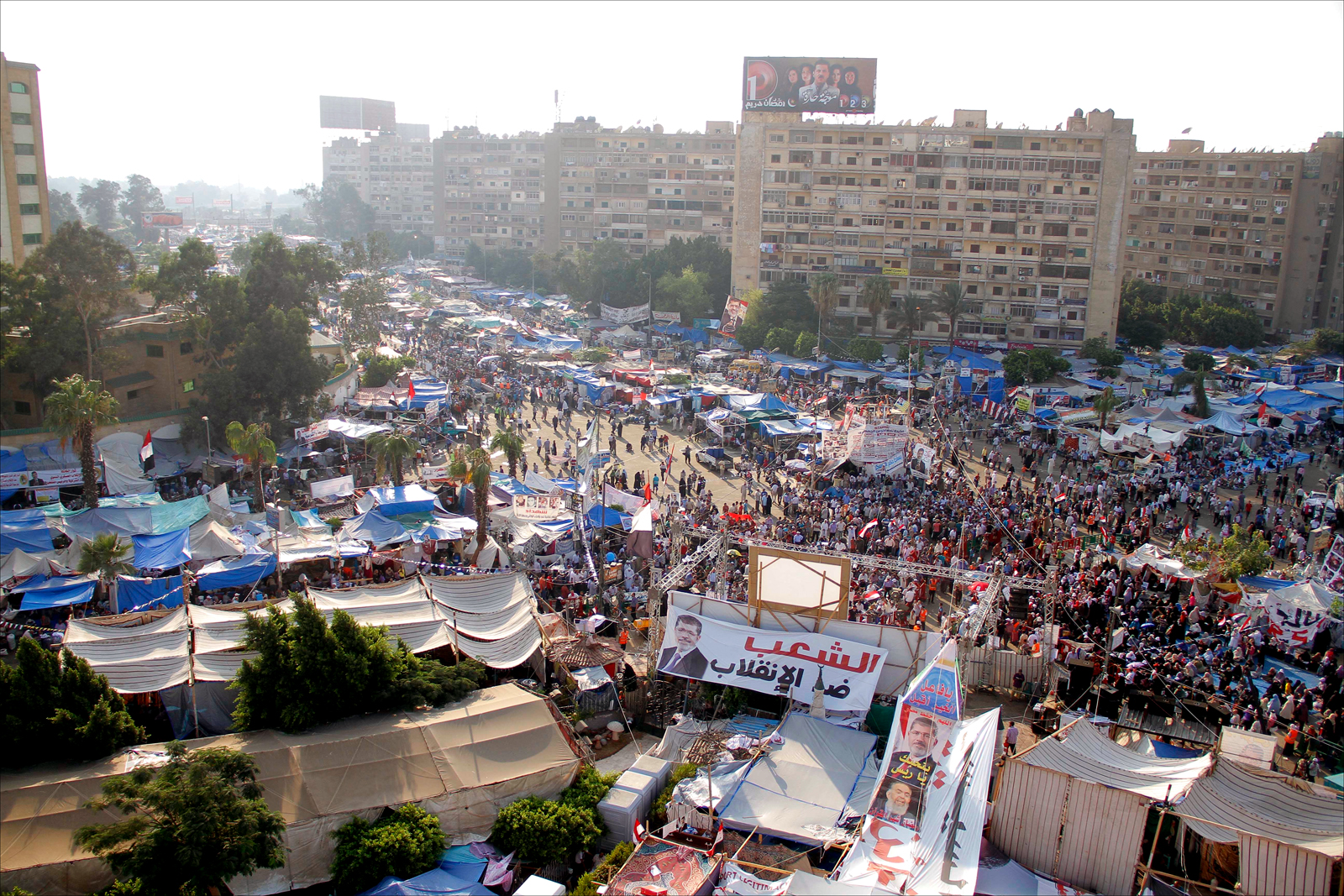
Manifestation du 1er août 2013

Après la révolution égyptienne de 2011 et l'élection de Mohamed Morsi, l'Égypte resta plongée dans une crise politique. Entre décembre 2012 et juillet 2013, d'importantes manifestations provoquèrent le coup d'État du 3 juillet 2013 et le renversement de Mohamed Morsi.
Pendant six semaines, les partisans de Mohamed Morsi demandèrent son retour. Selon l'armée, ces occupations étaient l'élément déclencheur de violences entre pro, anti-Morsi et les forces de sécurité qui les qualifièrent de « menace pour la sécurité nationale égyptienne et une terreur inacceptable contre les citoyens ». Ils considérèrent les protestataires comme « responsables de l'effusion de sang ». Un ultimatum d'évacuation aurait été donné pour le 14 août 2014.

### Ultimatum
Après le coup d'État, de nombreux plans de sortie de crise même étrangers avaient échoué. Le 11 août 2013, le Premier ministre Hazem el-Beblawi déclara que sa décision d'évacuer les places était « irréversible ».
Selon le ministère de l'Intérieur égyptien, il était prévu que les camps soient d'abord dispersés progressivement avec des cordons, en empêchant les entrées sur la place et permettrait aux protestataires de quitter la place, ce qui aurait permis de limiter les dégâts.
Selon les autorités, apprenant l’existence de ce plan, les protestataires se seraient armés de barricades de sacs de sable, de pneus de camions et de briques. Ils auraient également construit trois barrières en béton à mi-hauteur contre les véhicules blindés.

## Massacre
Le 14 août 2013, peu après 07h00, la police égyptienne décida de disperser les camps. Selon le ministère de l'Intérieur, le plan était censé évacuer les protestataires en coupant les lignes d'approvisionnement tout en offrant une sortie en toute sécurité pour ceux qui ont choisi de partir.
À 8h00, le camp situé à Al Nahda à Gizeh, avait déjà été évacué, mais il a fallu environ 12 heures pour la police pour disperser celui de la mosquée Rabia-El-Adaouïa qui était l'épicentre de la contestation.
Durant l'après-midi, des milliers de partisans Morsi scandant Allahou akbar ont tenté de se joindre aux protestataires assiégés par les forces de sécurité à l'intérieur du camp Nasr City. Ils ont été chassés lorsque la police a tiré des gaz lacrymogènes. Le porte-parole des Frères musulmans Gehad El-Haddad a accusé les tireurs d'élite de la police de tirer sur les manifestants à Rabia-El-Adaouïa depuis le toit de bâtiments environnants et les manifestants ont également affirmé que les tireurs d'élite avaient tiré vers le bas sur ceux qui tentaient de fuir ou de se mettre en sécurité.
Immédiatement après le massacre, la Coalition nationale pour le soutien à la légitimité, a réitéré son rejet de la violence et a appelé ses membres à continuer à protester « pour arrêter les affrontements ». Les attaques ont déclenché des affrontements et des marches de représailles. Les manifestants ont bloqué les routes importantes, y compris la Ring Road, une route clé qui relie de nombreux grands quartiers du Caire. Des foules de partisans Morsi ont défilé vers l'est du Caire en fin de matinée, la course dans un barrage des coups de feu alors qu'ils faisaient face rangs de la police.  En outre, il y a eu un certain nombre d'attaques contre des postes de police à travers le pays. À la nuit tombée, le gouvernement intérimaire soutenu par l'armée avait déclaré l'état d'urgence et un couvre-feu. Cependant, certains manifestants avaient mis en place de nouveaux sit-in devant la mosquée Mustafa Mahmoud à Mohandeseen à Gizeh.
Les rapports initiaux publiés par le ministère égyptien de la Santé ont estimé les pertes à 235 manifestants, trois journalistes et 43 policiers, ainsi que plus de 2000 blessés. De nombreux manifestants ont été tués et au moins un a été brûlé vivant. La télévision d’État égyptienne a diffusé des images censées montrer des armes confisquées à des camps de la manifestation on site, y compris des fusils automatiques et des milliers de munitions. Divers journalistes et agences de presse ont rejeté ces allégations car des journalistes indépendants avaient visité et inspecté les camps des manifestants avant les attaques et n'avaient trouvé aucune cache d'armes présumée. Une chaîne de télévision pro-gouvernement a diffusé des images infrarouges non vérifiées visant à démontrer que les membres des Frères feu avaient des armes automatiques contre les forces de sécurité. Selon plusieurs analystes politiques et historiens occidentaux, la manière dont l'armée a réprimé les manifestants semblait conçu de façon à provoquer une réaction violente de la part des partisans des Frères musulmans.
Entre 638 et 2600 personnes sont mortes selon plusieurs bilans provenant d'organisations non gouvernementales et des Frères Musulmans.

## Conséquences
La violence s'est ensuite propagée à travers tout le pays lorsque les partisans des Frères ont appris ce qui s'était passé au Caire. Dans le gouvernorat de Gizeh, une foule en colère a attaqué un poste de police, l'une des 21 attaques répertoriées par le ministère de l'Intérieur.  Dans le sud de l’Égypte, entre deux et sept églises coptes ont été brûlées, selon le New York Times, tandis que le ministère de l'Intérieur a déclaré qu'au moins sept églises chrétiennes coptes avaient été vandalisées ou incendiées par des islamistes présumés.  Selon le gouvernement, les partisans des Frères musulmans ont attaqué le siège du gouvernement dans plusieurs gouvernorats. Les partisans de Morsi ont organisé des protestations de solidarité contre la répression, avec de violents affrontements signalés à Ismaïlia, Alexandrie, Suez, Assiyut de la Haute-Égypte et Assouan. En dépit du couvre-feu, les partisans Morsi ont promis de revenir dans les rues pour continuer de protester contre la répression et le coup d'Etat. Les banques égyptiennes et son marché boursier ont été fermées jusqu'au 15 août. Le réseau de train dans et hors du Caire a également été suspendu. A Gizeh, des centaines de partisans Morsi ont également mis le feu aux bureaux de l'administration locale; le gouvernement de l'époque a autorisé les forces de l'ordre à utiliser des balles réelles sur toute personne attaquant les bâtiments de l'État.
Tamarod a appelé ses partisans à protester le 16 août et à former des groupes de surveillance de quartier pour se défendre contre les pro-Morsi. Aussi, les pro-Morsi se sont engagés à continuer de manifester jusqu'au retour du président déchu. 
Le lendemain, des centaines de partisans Morsi se sont barricadés à la Mosquée Fateh au Caire. Après une journée de siège, les forces de sécurité ont donné l'assaut du lieu de culte, provoquant des dizaines de morts parmi les émeutiers. Les Frères musulmans ont ensuite réitéré leur appel à organiser des manifestations continues et appelé à une "journée de la colère" après la prière du vendredi le 16 août.

### État d'urgence et couvre-feu

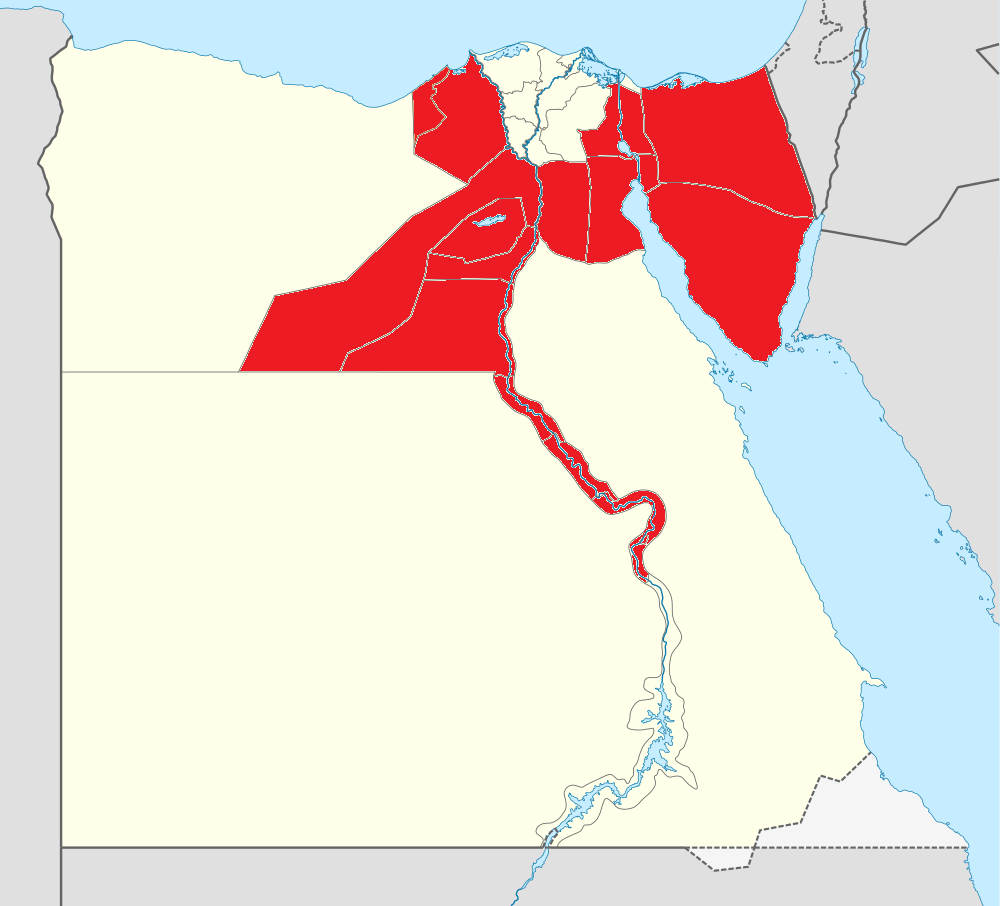
Étendue du couvre-feu prononcé par le gouvernement égyptien le 14 août 2013.

Le gouvernement intérimaire a déclaré l'état d'urgence début août 16h00. Ce faisant, le droit à un procès et une procédure régulière de la loi a été suspendue. À 19h00, le couvre-feu a également été étendu à 14 des 27 gouvernorats (gouvernorat du Caire, gouvernorat de Gizeh, gouvernorat d'Alexandrie, gouvernorat de Suez, gouvernorat de Qena, gouvernorat d'Ismaïlia, gouvernorat d'Assiout, gouvernorat de Sohag, Beni Suef, gouvernorat de Minya, gouvernorat de Beheira, gouvernorat du  Sinaï et de Fayoum). L'armée a promis de faire respecter le couvre-feu qui serait appliqué à partir du 19 août. Le lendemain, le gouvernement intérimaire de l’Égypte leva le couvre-feu dans les villes de Charm el-Cheikh, Taba et Dahab dans le sud du Sinaï pour limiter l'impact sur le tourisme.

## Victimes

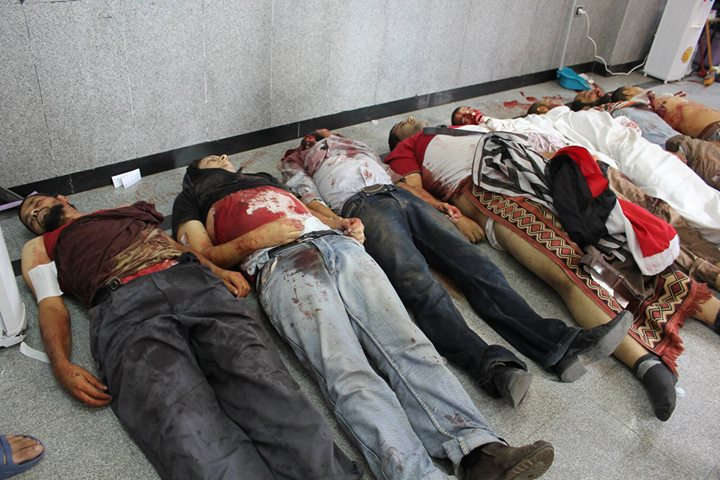
Victimes du massacre de Rabia

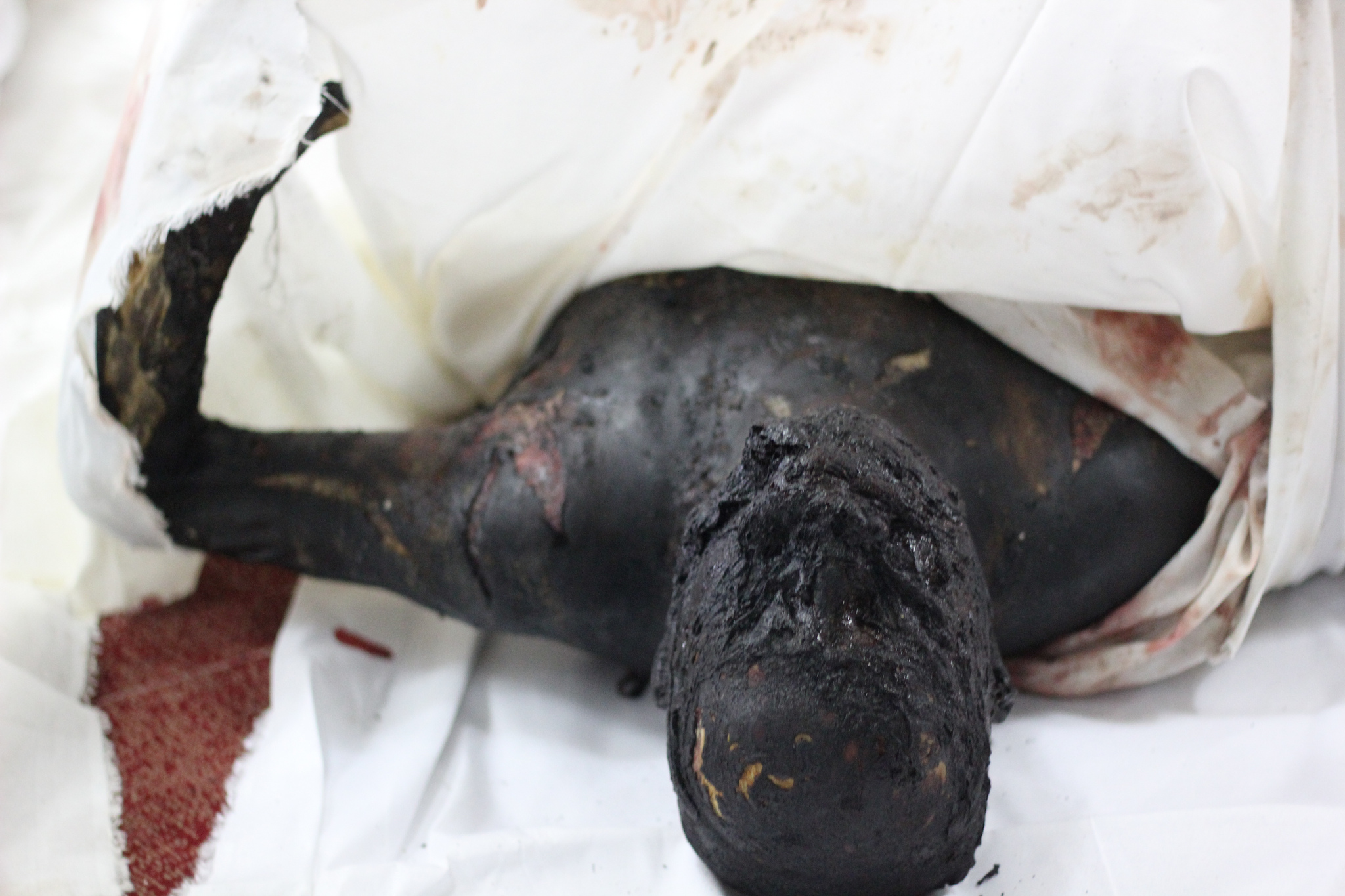
Dépouille calcinée

Le 14 août, le ministère égyptien de la Santé a déclaré qu'au moins 600 manifestants avaient été tués et plus de 2000 blessés. 43 policiers ont été tués dans les émeutes selon le ministère de l'Intérieur. Selon le New York Times, ces chiffres sont susceptibles d'augmenter à mesure que plus d'informations seront disponibles. Les Frères musulmans ont estimé le nombre de tués à 2000. 37 personnes tués étaient originaires de la ville de Fayoum. Beaucoup d'entre eux sont des adolescents. 
Le 15 août, le ministère égyptien de la Santé a ensuite relevé le nombre de morts à 638 et le nombre de blessés à 3994 à la suite des affrontements sanglants qui ont éclaté la veille. 595 tués étaient des manifestants, dont 377 à Rabaa Al-Adawiya et 90 dans al-Nahda Square. Il est difficile de savoir si au moins une douzaine de cadavres carbonisés et d'autres qui restent non identifiés, ont été inclus dans le bilan officiel. Selon les Frères musulmans et le NCSL, le nombre de morts survenus pendant le sit-in de la place Rabaa sit-in est estimé à lui seul à 2600. 
Le 12 août 2014, Human Rights Watch publie un rapport de violences sur la base d'une enquête d'un an. Dans le 14 août, la dispersion par les forces de sécurité des manifestants du camp de Rab'a al-Adawiya suivait un plan qui envisageait plusieurs milliers de morts. La répression a causé la mort d'au moins 817 personnes. Kenneth Roth le directeur exécutif de Human Rights Watch a déclaré: «dans Rab'a place, les forces de sécurité égyptiennes ont effectué l'un des plus grands massacres de la planète de manifestants en une seule journée dans l'histoire récente", "Ce n'était pas simplement un cas de force excessive ou une mauvaise formation. C'était une répression violente prévue au plus haut niveau du gouvernement égyptien ". 
De nombreux décès ont également été signalés à Gizeh. Les employés de la mosquée Al-Iman prétendent que le ministère "ne veut pas reconnaître" dans leur décompte officiel plus de 200 corps calcinés qui ont été déplacés à la mosquée depuis le camp des protestataires situé à proximité. À la mosquée Al Iman de Nasr City le lendemain, des centaines de corps étaient encore sur le sol d'une morgue de fortune, enveloppés dans des linceuls et conservé au frais avec des blocs de glace, certains corps portaient également des blessures par balles et plusieurs étaient carbonisés au point de les rendre non-identifiables.
La fille de Mohamed el-Beltagy, un député des Frères musulmans, figure parmi les tués.

### Journalistes
Au cours de la dispersion, les journalistes couvrant l'événement ont été pris au piège de la répression. Quatre d'entre eux ont été tués, tandis que d'autres ont été blessés ou arrêtés. Selon le Comité de protection des journalistes, cette journée a été la journée la plus meurtrière pour les journalistes en Égypte depuis que l'organisation a commencé à tenir des registres en 1992. Michael Deane, 61 ans, caméraman de Sky News a été tué. Deane était un journaliste expérimenté qui avait déjà travaillé pour CNN avant de travailler pour Sky News pendant 15 ans. Les photos du corps de Deane ont montré qu'il portait un casque qui l'identifiait clairement comme journaliste. Deane était le 1000e journaliste tué à travers le monde. La journaliste égyptienne Habiba Ahmed Abd Elaziz, 26 ans, travaillant pour une chaîne du Golfe, a été tuée par balle. Le journaliste égyptien Ahmed Abdel Gawad, ancien journaliste du journal Al-Akhbar puis directeur de la rédaction de la chaîne de télévision par satellite Frères musulmans Misr 25, a été abattu par une balle dans le dos. Le photographe Mosab El-Shami a également été tué. Parmi les journalistes les plus grièvement blessés citons le rédacteur en chef d'Al-Watan Tariq Abbas, qui a été blessé au visage, Alaa al-Qamhawy travaillant pour al Masry Youm, qui a été blessé au pied. Parmi les journalistes arrêtés figurent les journalistes d'Al-Jazeera Abdullah al-Shami et Mubasher Misr, les photographes d'Al Jazeera Media Network Emad Eddin Al-Sayed et Abdulrahman Al-Mowahhed-Bellah et le journaliste Al-Selawi travaillant pour Misr 25 Radwa. 
L'Organisation des Nations unies a déclaré à propos de la dispersion des sit-in qu'il y avait eu « des violations graves du droit des droits de l'homme », notamment le meurtre de journalistes.